# Храм на честь Азовської ікони Божої Матері
 Храм на честь Азовської ікони Божої Матері (рос. Церковь Николая Чудотворца)  — 
православний храм у місті Азов Ростовської і Новочеркаській єпархії Московського Патріархату Російської Православної Церкви.
Адреса храму: Росія, 346783, Ростовська обл., Азов, вул. Макарівського, 25б.

## Історія
У 1993 році митрополит Ростовський Володимир (Котляров) благословив будівництво в місті Азов Ростовської області нового приходу на честь Азовської ікони Божої Матері. Назви приходу і майбутнього храму "Ікони Божої Матері Азовської» означало літургійне увічнення правоставних азовчан і діячів Азова.
Для молитовного будинку нового приходу використовувався колишній кінотеатр "Дон". Після проведення в кінотеатрі ремонту, там стали проводитися богослужіння.
З 1996 року в місті проводилися роботи з проектування нового храму, а в 1998 році розпочалося його будівництво. Будівництво освятив архієпископ Ростовський Пантелеймон. Будівництво храму затягнулося до 2005 року. Для прискорення будівництва храму в Азові було створено Опікунську раду. У роботі ради брали участь депутати Азовської міської думи, керівники міських підприємств. За бажанням козацького керівництва області храм отримав статус полкового.
У 2006 році будівництво храму тривало — зведені стіни храму, встановлені куполи. Загальна висота церкви з куполами склала близько 30 метрів. Храм був розрахований на одночасне відвідування до 300 осіб.
У березні 2007 року у дзвіниці храму встановлений дзвін "Князь Володимир" розміром у півтора метра, вага дзвону склала 1270 кілограм. Дзвін був відлитий у місті Каменську-Уральському, як дар храму від губернатора Свердловської області В. Ф. Чуба. Божественна літургія в храмі відбулася навесні 2007 року.
У 2008-2009 роках у храмі проводилися внутрішні роботи, храм поповнювався новими іконами, облаштовувалася територія навколо храму.